# Пьенн
Пьенн (фр. Piennes) — коммуна во французском департаменте Мёрт и Мозель, региона Лотарингия. Относится к  кантону Одюн-ле-Роман.	

## География

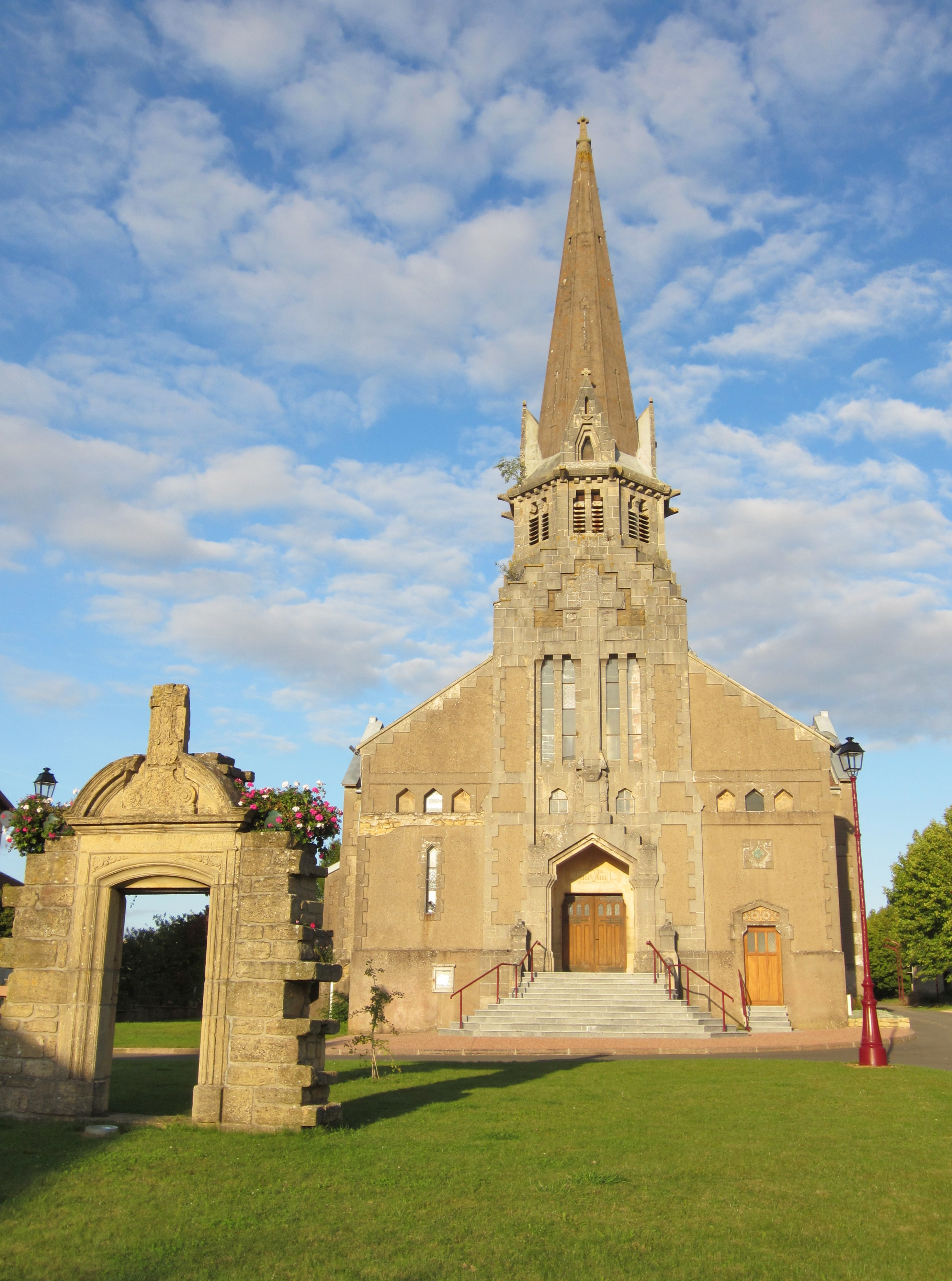
Церковь Сен-Крепен.

Пьенн расположен в 36 км к северо-западу от Меца. Соседние коммуны: Ландр на северо-востоке, Норруа-ле-Сек и Жудревиль на юге, Булиньи на юго-востоке, Авиллер и Домпри на северо-западе.

## Демография
Население коммуны на 2010 год составляло 2469 человек.
| 1962 | 1968 | 1975 | 1982 | 1990 | 1999 | 2010 |
| ---- | ---- | ---- | ---- | ---- | ---- | ---- |
| 4244 | 3559 | 3032 | 2751 | 2388 | 2407 | 2469 |